# Municipio de North Harrison
El municipio de North Harrison (en inglés: North Harrison Township) es un municipio ubicado en el condado de Boone en el estado estadounidense de Arkansas. En el año 2010 tenía una población de 8057 habitantes y una densidad poblacional de 183,12 personas por km².

## Geografía
El municipio de North Harrison se encuentra ubicado en las coordenadas 36°15′1″N 93°6′8″O / 36.25028, -93.10222. Según la Oficina del Censo de los Estados Unidos, el municipio tiene una superficie total de 44 km², de la cual 43.86 km² corresponden a tierra firme y (0.32%) 0.14 km² es agua.

## Demografía
Según el censo de 2010, había 8057 personas residiendo en el municipio de North Harrison. La densidad de población era de 183,12 hab./km². De los 8057 habitantes, el municipio de North Harrison estaba compuesto por el 96.34% blancos, el 0.26% eran afroamericanos, el 0.6% eran amerindios, el 0.86% eran asiáticos, el 0.14% eran isleños del Pacífico, el 0.47% eran de otras razas y el 1.34% pertenecían a dos o más razas. Del total de la población el 2.43% eran hispanos o latinos de cualquier raza.